# Гервин, Джордж
Джордж «Айсмен» Гервин (англ. George "The Iceman" Gervin; родился 27 апреля 1952 года в Детройте, штат Мичиган) — американский профессиональный баскетболист, выступавший в Американской баскетбольной ассоциации и Национальной баскетбольной ассоциации за клубы «Вирджиния Сквайрз», «Сан-Антонио Спёрс» и «Чикаго Буллз». После слияния двух лиг был включён в сборную всех времён АБА. В 1996 году включён в Зал славы баскетбола, а также в список 50 величайших игроков в истории НБА, а в 2021 году Гервин был назван одним из 75 величайших игроков в истории НБА. Во время своего ухода из НБА был лидером среди защитников по количеству сделанных блок-шотов за всю историю НБА.

## Ранние годы
Джордж Гервин родился 27 апреля 1952 года в городе Детройт (штат Мичиган), учился там же в средней школе имени Мартина Лютера Кинга, в которой играл за местную баскетбольную команду.

## Студенческая карьера
Гервин получил стипендию и играл под руководством тренера Джерри Тарканяна в «Калифорнийском государственном университете в Лонг-Бич». Затем он перевелся в университет Восточного Мичигана, где в течение двух лет играл за баскетбольную команду «Истерн Мичиган Иглз». При Гервине «Иглз» ни разу не выигрывали ни регулярный чемпионат, ни турнир конференции Mid-American, а также ни разу не выходили в плей-офф студенческого чемпионата США.

## Профессиональная карьера
Играл на позициях атакующего защитника и лёгкого форварда. Изначально Джордж Гервин выступал в Восточной баскетбольной ассоциации за клуб «Понтиак Чеперрелс», где он был замечен Джонни Керром, скаутом команды Американской баскетбольной ассоциации «Вирджиния Сквайрз», с которой в середине сезона 1972/1973 годов подписал однолетнее соглашение на 40 тысяч долларов. Однако его пребывание в «Сквайрз» было недолгим, так как из-за нестабильного финансового положения руководство клуба было вынуждено начать распродажу своих лучших игроков, чтобы выручить необходимое количество денег для дальнейшего существования команды. В 1973 году они простились с Джулиусом Ирвингом и Свеном Нэйтером, а 30 января 1974 года за 228 тысяч долларов был продан в «Сан-Антонио Спёрс» и Гервин. На драфте НБА 1974 года Джордж Гервин был выбран в третьем раунде под общим 40-м номером командой «Финикс Санз», однако не провёл в её составе ни одного матча. Вместе с Гервином на этом драфте были выбраны и другие будущие звёзды ассоциации Билл Уолтон, Джамал Уилкс и Морис Лукас.
Именно в «Сан-Антонио» Гервин до конца раскрыл свои таланты и стал настоящей звездой АБА, а затем и НБА, проведя в его составе 899 игр за 11 с половиной сезонов и набирая по 26,3 очка в среднем за игру. Будучи игроком «Спёрс», он 10 лет подряд выводил её в плей-фф (1974—1983), 3 раза участвовал в матче всех звёзд АБА (1974—1976) и 9 раз — в матче всех звёзд НБА (1977—1985), выиграв в 1980 году звание самого ценного игрока, а также четыре раза становился самым результативным игроком регулярного чемпионата НБА (1978—1980, 1982). Кроме того два раза включался в символическую сборную всех звёзд АБА (1975—1976 — вторая команда), семь раз — в символическую сборную всех звёзд НБА (1978—1982 — первая команда и 1977, 1983 — вторая команда), а также — в 1-ю сборную новичков АБА (1973). Лучшим результатом при Гервине для «Спёрс» являются сезоны 1978/1979 годов, в котором «Шпоры» дошли до финала Восточной конференции, где со счётом 3—4 в серии проиграли команде «Вашингтон Буллетс», а также 1982/1983 годов, в котором «Спёрс» дошли до финала Западной конференции, где со счётом 2—4 в серии проиграли команде «Лос-Анджелес Лейкерс».
24 октября 1985 года Гервин был обменян в клуб «Чикаго Буллз» на Дэвида Гринвуда, в котором, будучи партнёром Майкла Джордана, провёл один из самых худших сезонов в своей профессиональной карьере, набирая всего по 16,2 очка в среднем за игру. На момент своего выхода на пенсию Гервин являлся лучшим бомбардиром в истории «Сан-Антонио Спёрс» (23 602), однако 29 марта 2013 года его обогнал Тим Данкан.
В межсезонье никто не позаботился о том, чтобы подписать с ним контракт на следующий сезон, после чего он уехал в Европу, где сначала отыграл один сезон в чемпионате Италии за клуб «Банко Рома», набирая по 26,1 очка в среднем за игру. Спустя два года Джордж Гервин перебрался в чемпионат Испании, где в течение одного года выступал за команду «ТДК Манреса», после чего завершил свою спортивную карьеру в 1990 году. Несмотря на то, что ему уже было 38 лет, он не потерял своё голевое чутьё, набирая по 25,5 очка в среднем за игру. В своём последнем матче Гервин набрал 31 очко и сделал 15 подборов, в результате чего его команда смогла сохранить прописку в первом испанском дивизионе.

## Награды
После слияния АБА и НБА был включён в сборную всех времён АБА. В 1987 году номер 44, под которым он выступал в составе «Спёрс», был закреплён за ним и выведен из употребления, а в 1996 году Джордж Гервин был введён в Зал славы баскетбола, а также включён в список 50 величайших игроков в истории НБА.

## Личная жизнь
Гервин родился и вырос в Детройте, штат Мичиган.
В 1976 году Гервин женился на Джойс Кинг. В 1984 году супруги развелись, а в 1985 году снова поженились. У них трое детей. Старший ребенок, Джордж Гервин-младший (по прозвищу «Ги»), играл за команду «Гарлем Глобтроттерс» и был любимцем болельщиков, выступая за «Норрчёпинг Долфинс» («Чемпионат Швеции по баскетболу»). Младший брат Гервина, Деррик, — баскетболист, окончивший карьеру, который в основном играл в «Континентальной баскетбольной ассоциации» и Европе.

## Статистика

### Статистика в НБА
| Сезон                                                                                    | Команда     | Регулярный сезон | Регулярный сезон | Регулярный сезон | Регулярный сезон | Регулярный сезон | Регулярный сезон | Регулярный сезон | Регулярный сезон | Регулярный сезон | Регулярный сезон | Регулярный сезон | Серия плей-офф | Серия плей-офф | Серия плей-офф | Серия плей-офф | Серия плей-офф | Серия плей-офф | Серия плей-офф | Серия плей-офф | Серия плей-офф | Серия плей-офф | Серия плей-офф |
| Сезон                                                                                    | Команда     | GP               | GS               | MPG              | FG%              | 3P%              | FT%              | RPG              | APG              | SPG              | BPG              | PPG              | GP             | GS             | MPG            | FG%            | 3P%            | FT%            | RPG            | APG            | SPG            | BPG            | PPG            |
| ---------------------------------------------------------------------------------------- | ----------- | ---------------- | ---------------- | ---------------- | ---------------- | ---------------- | ---------------- | ---------------- | ---------------- | ---------------- | ---------------- | ---------------- | -------------- | -------------- | -------------- | -------------- | -------------- | -------------- | -------------- | -------------- | -------------- | -------------- | -------------- |
| 1976/77                                                                                  | Сан-Антонио | 82               |                  | 33,0             | 54,4             |                  | 83,3             | 5,5              | 2,9              | 1,3              | 1,3              | 23,1             | 2              |                | 31,0           | 43,2           |                | 80,0           | 5,5            | 1,5            | 0,5            | 1,0            | 25,0           |
| 1977/78                                                                                  | Сан-Антонио | 82               |                  | 34,8             | 53,6             |                  | 83,0             | 5,1              | 3,7              | 1,7              | 1,3              | 27,2             | 6              |                | 37,8           | 54,9           |                | 76,8           | 5,7            | 3,2            | 1,0            | 2,7            | 33,2           |
| 1978/79                                                                                  | Сан-Антонио | 80               |                  | 36,1             | 54,1             |                  | 82,6             | 5,0              | 2,7              | 1,7              | 1,1              | 29,6             | 14             |                | 36,6           | 53,6           |                | 80,8           | 5,9            | 2,5            | 1,9            | 1,0            | 28,6           |
| 1979/80                                                                                  | Сан-Антонио | 78               |                  | 37,6             | 52,8             | 31,4             | 85,2             | 5,2              | 2,6              | 1,4              | 1,0              | 33,1             | 3              |                | 40,7           | 50,0           | 0,0            | 86,7           | 6,7            | 4,0            | 1,7            | 1,0            | 33,3           |
| 1980/81                                                                                  | Сан-Антонио | 82               |                  | 33,7             | 49,2             | 25,7             | 82,6             | 5,1              | 3,2              | 1,1              | 0,7              | 27,1             | 7              |                | 39,1           | 50,0           | 0,0            | 80,0           | 5,0            | 3,4            | 0,7            | 0,7            | 27,1           |
| 1981/82                                                                                  | Сан-Антонио | 79               | 79               | 35,7             | 50,0             | 27,8             | 86,4             | 5,0              | 2,4              | 1,0              | 0,6              | 32,3             | 9              | 0              | 41,4           | 45,2           | 0,0            | 83,1           | 7,3            | 4,6            | 1,1            | 0,4            | 29,4           |
| 1982/83                                                                                  | Сан-Антонио | 78               | 78               | 36,3             | 48,7             | 36,4             | 85,3             | 4,6              | 3,4              | 1,1              | 0,9              | 26,2             | 11             | 0              | 39,7           | 51,9           | 0,0            | 88,4           | 6,7            | 3,4            | 1,1            | 0,4            | 25,2           |
| 1983/84                                                                                  | Сан-Антонио | 76               | 76               | 34,0             | 49,0             | 41,7             | 84,2             | 4,1              | 2,9              | 1,0              | 0,6              | 25,9             | Не участвовал  | Не участвовал  | Не участвовал  | Не участвовал  | Не участвовал  | Не участвовал  | Не участвовал  | Не участвовал  | Не участвовал  | Не участвовал  | Не участвовал  |
| 1984/85                                                                                  | Сан-Антонио | 72               | 69               | 29,0             | 50,8             | 0,0              | 84,4             | 3,3              | 2,5              | 0,9              | 0,7              | 21,2             | 5              | 5              | 36,6           | 53,2           | 0,0            | 79,4           | 3,6            | 2,8            | 0,6            | 0,6            | 22,2           |
| 1985/86                                                                                  | Чикаго      | 82               | 75               | 25,2             | 47,2             | 21,1             | 87,9             | 2,6              | 1,7              | 0,6              | 0,3              | 16,2             | 2              | 0              | 5,5            | 0,0            | -              | -              | 0,5            | 0,5            | 0,0            | 0,0            | 0,0            |
|                                                                                          | Всего       | 791              | 377              | 33,5             | 51,1             | 29,7             | 84,4             | 4,6              | 2,8              | 1,2              | 0,8              | 26,2             | 59             | 5              | 37,3           | 50,8           | 0,0            | 82,1           | 5,8            | 3,2            | 1,2            | 0,9            | 27,0           |
| Наведите курсор мыши на аббревиатуры в заголовке таблицы, чтобы прочесть их расшифровку. |             |                  |                  |                  |                  |                  |                  |                  |                  |                  |                  |                  |                |                |                |                |                |                |                |                |                |                |                |